# Яшин, Сергей Анатольевич (футболист)
Сергей Анатольевич Яшин (11 мая 1957, Саратов, СССР) — советский футболист, защитник. Мастер спорта СССР (1981).

## Биография
Воспитанник РОШИСП-10 (республиканской общеобразовательной школы-интерната со спортивным уклоном), Ростов-на-Дону. 20 мая 1976 дебютировал в составе ростовского СКА в гостевом матче первенства первой лиги против пермской «Звезды» (1:3). В 1976—1984 годах в составе СКА в первенстве СССР провёл 249 матчей, забил 13 мячей (в высшей лиге в 1971—1981, 1984 годах — 100 матчей, 4 мяча). В Кубке СССР сыграл 33 игры, обладатель Кубка 1981 года. В розыгрыше Кубке обладателей кубков 1981/82 провёл четыре матча, забил один мяч в домашней игре с «Айнтрахтом» Франкфурт-на-Майне (1:0).
В 1991 году во второй низшей лиге играл за «Старт» Ейск и «Шахтёр» Шахты, тренер «Шахтёра» в 1992 году.